# William Lisle Bowles
William Lisle Bowles (24. září 1762 – 7. dubna 1850, Salisbury) byl anglický básník a kritik.

## Život a kariéra
Bowles se narodil v Northamptonshire, kde byl jeho otec vikářem. Ve věku 14 let vstoupil na Winchester College. V roce 1781 odešel jako kapitán školy na Trinity College v Oxfordu, kde vyhrál stipendium. V roce 1783 vyhrál cenu kancléře za latinskou poezii.
Bowles pocházel z řady duchovních anglikánské církve. Jeho pradědeček Matthew Bowles (1652-–1742), dědeček Dr. Thomas Bowles (1696–1773) a otec William Thomas Bowles (1728–1786) byli všichni faráři. Po přijetí do studia na Oxfordu následoval své předky do anglikánské církve a v roce 1792 byl jmenován vikářem ve Chicklade ve Wiltshire. V roce 1797 se stal vikářem na faře Dumbleton v Gloucestershire a v roce 1804 fary Bremhill ve Wiltshire.

## Dílo
V roce 1789 vydal ve velmi malém nákladu čtrnáct sonetů, které byly přijaty s mimořádným úspěchem, a to nejen širokou veřejností, ale i u takových lidí jako je například Samuel Taylor Coleridge nebo Wordsworth.
Sonety byly, díky melodickému veršování, živému zhodnocení života a krás přírody, návratem ke starším a čistším poetickým stylům, díky čemuž vystupovaly v silném kontrastu k všednosti, která v té době tvořila podstatnou část anglické poezie. Delší básně, které Bowles publikoval, nebyly na příliš vysoké úrovni, i když se všechny vyznačují čistotou fantazie, kultivovaností, půvabnou dikcí a velkou něžností. Nejrozsáhlejší z nich byla Spirit of Discovery (1804), které se nemilosrdně vysmíval Lord Byron; Misijní (1813); Hrob posledního Saxona (1822); a St. John v Patmos (1833). Bowles je možná více oslavován jako kritik než jako poet. Byl to přívětivý, roztržitý a poněkud výstřední člověk. Jeho básně jsou charakterizovány zjemněním citu, něhy a snivým myšlením, ale trpí nedostatkem síly a vášně. Bowles tvrdil, že obrazy získané z přírody, jsou poeticky jemnější než ty, které lze vyvodit ze společnosti. Tento názor napadly takové osobnosti jako například Byron, Thomas Campbell, William Roscoe a další. Mezi další prózy patří Život biskupa Kena (dva svazky, 1830-1831), Coombe Ellen a St. Michael Mount (1798), Bitva na Nilu (1799), a Utrpení Švýcarska (1801).

## Básně
- Čas
- Vzpomínka